# Vitsø Nor
Vitsø Nor er et fredet naturområde på den vestlige del af Ærø vest for Søby. Ca. 225 ha af fredningsområdet er i privat eje, hvoraf Aage V. Jensens Fonde ejer ca. 106 hektar. Resten, ca. 119 ha, er fordelt på 26 private lodsejere. Vitsø Nor og området omkring Søbygaard blev fredet den 11. februar 1994 for at sikre de kulturhistoriske, landskabelige og naturhistoriske værdier. Der er adgang gennem området til fods og på cykel. 
Vitsø Nor var oprindelig en regulær fjord, der har udviklet sig til et nor delvist afspærret mod havet af en lang krumodde. Krumodden voksede sig med tiden større for til sidst næsten at lukke noret.

## Historie
I stenalderen var Vitsø Nor en fjord, som sandets vandring lukkede næsten til. I 1788 var åbningen så lille, at man var i stand til at stoppe fjordens munding mod havet. Herved blev skabt en sø bag stranden. I de efterfølgende 200 år lykkedes det efterhånden at dræne søen helt væk, til gavn for landbruget.
I den østlige del af fredningsområdet ligger Søbygaard Voldsted, et middelalderligt voldsted som er højt beliggende på en naturlig fremskudt bakke, der falder ned mod det dengang sejlbare Vitsø Nor. Sydøst for voldstedet ligger herregårdsanlægget Søbygaard på slotsbanken og Ladegårdsbanken, to kunstige, stenomsatte banker, der er opbygget i 1500-tallet i en naturlig lavning. Lavningen har da været sø, mose og vandgrave, og bankerne har som nu været forbundet med en bro.
- I 1788 blev noret endeligt lukket ved bygning af et havdige og er dermed en af de ældste inddæmninger i Danmark.
- 1836 blev den også i nutiden bevarede Vitsø pumpemølle opført. Den stråtækte hollandske vindmølle, regulerede med en Arkimedessnegl af egetræ vandstanden og det blev mulig at udnytte et større område til agerbrug. Møllen blev fredet i 1958.
- Den 13 og 14. november 1872 blev Vitsø Nor ramt af en stormflod som gennembrød dæmningen flere steder, og hele det inddæmmede areal blev fyldt med havvand.
- I 1950’erne ødelagde ralgravning strandvolds-systemet mellem søen og Lillebælt, hvor der tidligere fandtes mange sjældne planter. I nutiden kontrolleres udvindingen af råstoffer af Ærø Kommune.
- Området blev effektivt afvandet i 1964-65, da Vitsø Nor Pumpelag blev etableret. De følgende år blev der dyrket korn og roer i den drænede søbund. Men efterhånden blev de mange mindre gårde nedlagt. Allerede 1980’erne syslede det daværende Fyns Amt med forslag til en naturfredningsplan, der skulle beskytte de sidste rester af sjældne plantesamfund i området
- I slutningen af 1990’erne var det meste af Vitsøs jord samlet på kun en gård.
- 2009 blev fredningen for de 225 hektar  revideret, hvorefter Skov- og Naturstyrelsen på Fyn kunne sætte gang i de praktiske arbejder med at realisere amtets gamle vision med at genskabe en sø. I alt blev der investeret 6,7 mio. kr. i selve projektet. Samme år begyndte anlægsprojektet med at hæve vandstanden så halvdelen af området vil være en sø og resten våde og tørre enge.  Kanaler og grøfter blev sløjfet, og der blev etableret en ny pumpestation med en mindre kapacitet. Pumperne sørger for, at vandet ikke stiger så højt, at naboarealerne bliver oversvømmet. Genopretningen af vådområdet Vitsø blev indviet den 22. januar 2010. I den 50 hektar store sø er der anlagt 3 fugleøer. Afgræsning skal sikre, at arealerne ikke gror til med tagrør og pil.

## Geologi
Det bakkede morænelandskab i den nordøstlige del af området er dannet under den sidste istid, og indgår i et samlet kompleks af bakker, der indrammer Vitsø Nor mod nord og syd. Det marine forland mellem noret og havet, som består af strandvolde og strandenge, der er dannet efter istiden ved erosion af og materialetransport fra klinterne nord og syd for området. Området er stærkt præget af tidligere tiders intensive råstofindvinding og fremstår i dag som en mosaik af søer, sumpe og oversvømmede arealer. Selve Vitsø Nor var oprindeligt en havbugt, der delvis blev afsnøret af strandvoldsdannelse mod vest. Noret er herefter blevet afvandet over flere omgange og fremstod indtil 2009 som en menneskeskabt overvejende træløs dyrkningsflade.
- Vitsø Nor set fra Vitsø Mølle
- Strandvoldene mod vest
- Vitsø Nor
- Vitsø Mølle

## Biologi
Trods den før i tiden omfattende opdyrkning er der i eksisterende strandenge, ferske enge, overdrev og søer et rigt plante- og dyreliv. De uopdyrkede områder i Vitsø Nor er vigtige yngleområder for vandfugle som f.eks. lille lappedykker og grågås, og for engfugle som f.eks. vibe, rødben, dobbeltbekkasin og gul vipstjert. Der er også et bredt udsnit af de mere almindelige småfugle, og om vinteren fouragerer mange rovfugle i området.